# Metinho
Abemly Meto Silu mais conhecido como Metinho (Matadi, 23 de abril de 2003), é um futebolista congolês-brasileiro que atua como meio-campista. Atualmente, joga no Basel. 
Nascido na República Democrática do Congo, ele possui cidadania congolesa e brasileira.

## Infância
Metinho nasceu em Matadi, na República Democrática do Congo, mas mudou-se para o Brasil com um ano de idade, depois que seu pai, Abel, fugiu do país devido à perseguição religiosa. Após se estabelecer na favela Cinco Bocas, em Brás de Pina, bairro do Rio de Janeiro, Abel inventou o nome "Metinho" para o filho, adotando o diminutivo de seu nome verdadeiro, Meto - uma tradição comum no Brasil.

## Carreira

### Fluminense
Metinho passou pelas categorias de base do Madureira antes de participar de testes no Vasco da Gama. O clube cruz-maltino ofereceu para Metinho um contrato, mas o jogador mudou de ideia e recusou, antes de finalizar o negócio, determinado a esperar uma oferta do Fluminense.
Ele se juntou ao Tricolor e saiu da favela para morar em uma casa de propriedade do então companheiro de equipe João Pedro. Metinho viria a ser capitão do time sub-17 do Fluminense e jogaria pelo time sub-20 do clube. Em 2020, ele foi incluído no "Next Generation 2020" do The Guardian.
Em março de 2021, Metinho fez sua estreia profissional, entrando como substituto de Rafael Ribeiro na derrota por 3 a 0 para a Portuguesa.

### Troyes
No dia 9 de fevereiro de 2021, o Fluminense acertou a venda de Metinho para o Grupo City, rede multiclubes que é dona de diversas equipes pelo mundo. Os valores giram em torno de € 5 milhões mais bônus.
Inicialmente, Metinho só seguiria para o novo clube em 2022, mas por não estar sendo aproveitado no elenco principal teve a liberação antecipada solicitada pelo Grupo City.
Em 23 de julho, foi anunciado como novo jogador do Troyes, clube francês que é de propriedade do Grupo City. Ele assinou um contrato de cinco anos, válido até junho de 2026.

#### Lommel (empréstimo)
Após poucas oportunidades pelo clube francês, no 2 de julho de 2022, Metinho foi emprestado ao Lommel, da Bélgica, para a temporada 2022-23.

#### Sparta Rotterdam (empréstimo)
Em 31 de agosto de 2023, Metinho ingressou no Sparta Rotterdam, da Holanda, por empréstimo. Posteriormente, o empréstimo foi estendido para a temporada 2024-25.

#### Basel (empréstimo)
No dia 25 de janeiro de 2025, o Basel, da Suíça, anunciou a contratação de Metinho. O volante, que pertence ao Grupo City, assinou um contrato de empréstimo com o clube suíço válido até o final da temporada.

### Basel
Em 17 de julho de 2025, o Basel chegou a um acordo com o Grupo City para a aquisição definitiva de Metinho. O meio-campista que já havia jogado o primeiro semestre do ano, por empréstimo, no clube suíço, agora assinou um contrato de cinco anos com o Basel.

## Carreira internacional
Metinho tornou-se cidadão brasileiro naturalizado em 2019. Em novembro de 2020, apesar de não ter representado o Brasil em nenhuma categoria de base, Metinho foi chamado pelo técnico Tite para treinar junto com a seleção principal, juntamente com seu companheiro de clube Luiz Henrique.
Metinho continua elegível para representar seu país natal, a República Democrática do Congo.

## Títulos
Basel
- Campeonato Suíço: 2024-25[21]

## Estatísticas da carreira
Atualizadas até 25 de agosto de 2024.
| Equipe                | Temporada         | Campeonato nacional    | Campeonato nacional | Campeonato nacional | Copa nacional | Copa nacional | Competições continentais | Competições continentais | Outras competições | Outras competições | Total | Total |
| Equipe                | Temporada         | Divisão                | Jogos               | Gols                | Jogos         | Gols          | Jogos                    | Gols                     | Jogos              | Gols               | Jogos | Gols  |
| --------------------- | ----------------- | ---------------------- | ------------------- | ------------------- | ------------- | ------------- | ------------------------ | ------------------------ | ------------------ | ------------------ | ----- | ----- |
| Fluminense            | 2021              | Série A                | 0                   | 0                   | 0             | 0             | 0                        | 0                        | 1                  | 0                  | 1     | 0     |
| Troyes B              | 2021–22           | Championnat National 3 | 8                   | 1                   | —             | —             | —                        | —                        | —                  | —                  | 8     | 1     |
| Lommel                | 2022–23           | Challenger Pro League  | 26                  | 4                   | 1             | 0             | —                        | —                        | 0                  | 0                  | 27    | 4     |
| Jong Sparta Rotterdam | 2023–24           | Tweede Divisie         | 1                   | 0                   | —             | —             | —                        | —                        | —                  | —                  | 1     | 0     |
| Sparta Rotterdam      | 2023–24           | Eredivisie             | 24                  | 1                   | 2             | 0             | —                        | —                        | 1                  | 0                  | 27    | 1     |
| Sparta Rotterdam      | 2024–25           | Eredivisie             | 3                   | 0                   | 0             | 0             | —                        | —                        | 0                  | 0                  | 3     | 0     |
| Sparta Rotterdam      | Total             | Total                  | 27                  | 1                   | 2             | 0             | —                        | —                        | 1                  | 0                  | 30    | 1     |
| Total na carreira     | Total na carreira | Total na carreira      | 61                  | 6                   | 3             | 0             | 0                        | 0                        | 2                  | 0                  | 66    | 6     |